# Денежный перевод
Денежный перевод — перемещение денег от одного лица к другому через платёжную систему без непосредственной передачи наличных денежных знаков из рук в руки.
В структуре денежного перевода всегда присутствует отправитель, получатель и посредник — оператор платежной системы, взимающий за свои услуги определённую плату.

## История
Первый широко используемый сервис для денежных переводов был запущен Western Union в 1872 году посредством телеграфа. После того, как отправитель платил деньги одному телеграфному офису, оператор мог передать сообщение и «перевести» деньги в другой офис, используя пароли и кодовые книги, чтобы разрешить выдачу средств получателю в этом месте. К 1877 году служба использовалась для перечисления почти 2,5 миллионов долларов в год. Поскольку в самых ранних банковских переводах использовались телеграфные сети, такие денежные переводы стали называться телеграфными, это название до сих пор используется в некоторых странах.

## Системы денежных переводов
Существует большое количество платежных систем, через которые осуществляется денежный перевод. Они различаются методом перевода, скоростью и, соответственно, тарификацией за услуги. В последние годы всё большее распространение приобретают денежные переводы, осуществляемые с помощью банковских карт, а именно перевод с карты на карту. По-другому их ещё называют p2p-переводы или card to card.

## Виды денежных переводов
Денежные переводы могут осуществляться в пределах одного государства — такой перевод денежных средств считается внутренним. Если денежные средства отправляются за рубеж — такой денежный перевод считается внешним или трансграничным. Соответственно, денежные переводы во втором и иных случаях переводов за границу могут производиться в иностранной валюте или после получения производится обмен рублей (евро, долларов и т. д.) в местную валюту. Трансграничные денежные переводы служат для некоторых развивающихся стран значительным, а иногда и основным, источником дохода. Международные денежные переводы, как правило, выделяются в отдельный финансово-экономический класс и именуются римессами.

## Назначение денежного перевода
Денежный перевод может быть перечислен за любой товар, работу или услугу. Отправитель и получатель самостоятельно определяют назначение денежного перевода. При необходимости отправитель предоставляет оператору платежной системы документы, подтверждающие основание назначения перевода денежных средств, а также документы — подтверждающие происхождение самих денежных средств.

## Участники перевода денежных средств
- Посредником при осуществлении денежного перевода выступает оператор платежной системы. Им может быть: центральный банк страны, коммерческий банк, международная система денежных переводов, национальная система денежных переводов, небанковская организация, имеющая право оказывать услугу денежного перевода, почта.
- Отправителем денежного перевода может быть любое физическое или юридическое лицо.
- Получателем денежного перевода может быть любое физическое и юридическое лицо.

## Денежные переводы из России
Операторы денежных переводов констатируют быстрое увеличение объёма рынка в России, за исключением зарубежных направлений. В России действуют как национальные операторы («Contact», «ЛИДЕР», «Юнистрим», «Anelik»), так и международные («Western Union»).

### Комиссии и процедура
Средняя комиссия за перевод составляет 2-6 % от суммы перевода, хотя за перевод 2 $ могут потребовать и 10 $ в качестве минимальной комиссии.
Для отправки перевода часто нужно предъявить в пункте обслуживания документ, удостоверяющий личность и назвать ФИО получателя и город назначения перевода. В зависимости от системы требования могут различаться.

## Денежные переводы на Украине

### Комиссия
Комиссия за денежный перевод взимается в виде фиксированной ставки или процента от переводимой суммы. Размер комиссии за услугу как правило определяют участники денежного перевода самостоятельно на договорных отношениях. Существенное влияние на размер комиссии имеет конкуренция на рынке операторов услуг денежных переводов.